# Zenos Cars
Zenos Cars is een Engels automerk opgericht in 2012 door Ansar Ali en Mark Edwards. Ali en Edwards zijn voormalig CEO en COO van Caterham Cars. Zenos is gespecialiseerd in het maken van lichtgewicht sportwagens zoals de E10.

## Zenos E10
De Zenos E10 is het bekendste model van Zenos. De E10 heeft 3 verschillende varianten: De normale E10, de E10 S en de E10 R. Alle drie de varianten zijn uitgerust met een Ford-motor. De E10 S een Ford GDTI 2,0-liter turbomotor en de E10 R met een Ford 2,3-liter turbocharged ecoboost.

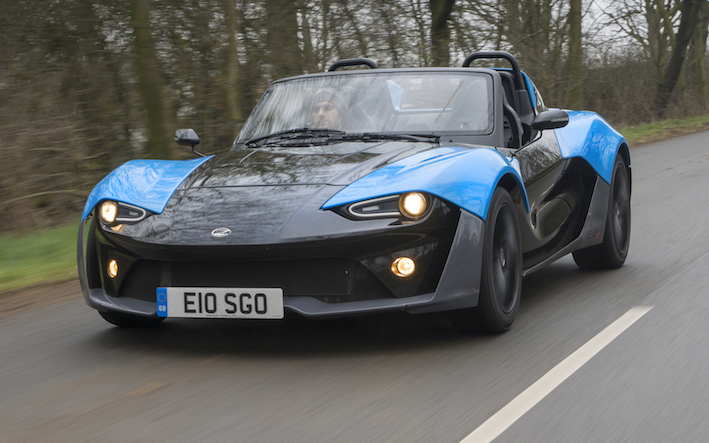
Zenos E10 S
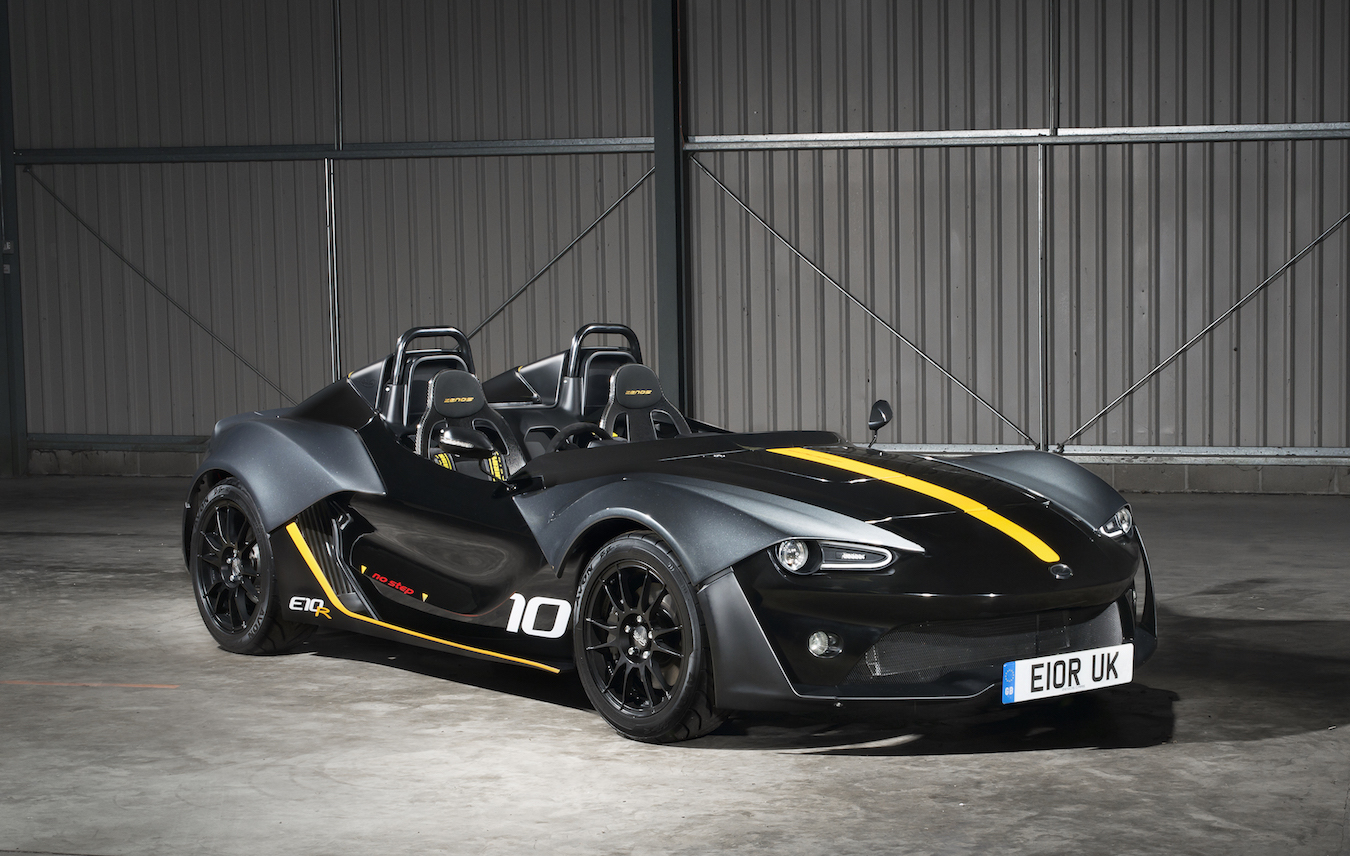
Zenos E10 R